# Can Tosca
Can Tosca és una masia al sud de Cabrils al cantó esquerre de la riera. Les proporcions del front i de tota la façana és gran. Senzillesa dels elements. Els angles de la casa té tres cossos i dues plantes. Al seu interior hi ha una cuina molt ben conservada així com un forn de pa. Portes amb arcs de pedra. La finestra principal de la façana és de tipus coronella amb la columneta prima de pedra de Girona.

## Història
Antoni Tolrà, passamaner, ciutadà de Barcelona a l'any 1612 deixa el dret de patronat a Joan Tolrà, pagès, germà seu. Els darrers beneficiats i patrons són del 1733 presentats per Francesc Tolrà, pagès del veïnat del Sant Crist. Del 1816 al 1844, Josep Vehils i Roure, presentat per Josep Avellà, pagès de la parròquia de Cabrils; i Josep Tolrà el 1844 presentat per Domènec Tolrà i Avellà.